# 日本館 (大阪・関西万博)
日本館（にほんかん、正式名称:日本政府館〈にほんせいふかん〉、英: Japan pavilion）は日本の大阪府大阪市此花区夢洲中1丁目（夢洲）にある建築物。2025年に開催された2025年日本国際博覧会（Expo 2025 Osaka, Kansai, Japan、大阪・関西万博）にて日本政府および経済産業省のパビリオンとして建造された。
総合プロデューサー、総合デザイナーはnendoの佐藤オオキ、コピーライターは渡辺潤平、アートディレクター、グラフィックデザイナーは色部義昭、建築デザイン（基本設計・実施設計）は日建設計が担当した。鉄骨造の建物であり、施工は清水建設が担当。館長は黒田紀幸、名誉館長は俳優の藤原紀香。建設費は建築が76億円、内装が67億円、計143億円。
テーマは「循環」。展示内容と建築もこのテーマを意識している。

## 建築
大阪・関西万博会場東ゲートゾーンのE10に位置しており、西側に大屋根リング、北側にウーマンズ パビリオン in collaboration with Cartier、南側にEXPO ホール「シャインハット」が隣接している。
解体とその後の再利用を想定し、国産の杉（間伐材）から作られた（長方形）のCLTが280組560枚並んでおり、コンセプトの「循環」を表現している。CLTは日本CLT協会が無償貸与している。

## 展示
展示のコンセプトは「いのちと、いのちの、あいだに」。日本の「循環」に関する展示が主にプラントエリア、ファームエリア、ファクトリーエリアの3つのエリアで行われている。一部の展示では日本のキャラクターや玩具が登場する。音声ガイドのナレーターはクリス智子。
エリア内では水、熱、電気、CO₂、養分（窒素・リン）をイメージしたBE@RBRICKが登場する。

### プラントエリア
プラントエリア（Plant Area）では麹菌や微生物、浄水技術についての展示と、本パビリオンの中でも注目を集めていた「火星の石」が展示されている。主に以下の展示が行われた。
| 展示エリア | エリア名                                                              | 展示内容 | 備考   |
| ---------- | --------------------------------------------------------------------- | --- | ------ |
| Plant-01   | いのちといのちのあいだを見つめる砂時計                                | 展示エリアの入口。                                                                                             | [ 14 ] |
| Plant-02   | ごみは、いのちのはじまりだ                                            | 万博会場内で出たごみが微生物によって分解される過程などを見る。                                                 | [ 14 ] |
| Plant-03   | 発酵で発光中?                                                         | 「いのち」を表現した約700枚の発光パネル。                                                                      | [ 14 ] |
| Plant-04   | 日本が誇る隠れた料理人、その名も麹菌                                  | 日本の食文化と関わりを持つ麹菌に関する展示。其々の麹菌の遺伝的特性をモチーフにしたアート作品が展示されている。 | [ 14 ] |
| Plant-05   | 目が離せない、微生物の無限の可能性                                    | 桜の模様が刻まれた生分解性プラスチックの容器。                                                                 | [ 14 ] |
| Plant-06   | 生ごみが、水になって熱になって、電気になってCO₂になって、養分になって | 水、熱、電気、CO₂、養分をイメージしたBE@RBRICK。                                                               | [ 14 ] |
| Plant-07   | 従業員は微生物、水の「再生工場」                                      | 日本の浄水技術の展示。                                                                                         | [ 14 ] |
| Plant-08   | 未来を映すまっさらな水                                                | 円形の中庭に出ることができる。中庭には純水に近い水の水盤がある。                                               | [ 14 ] |
| Plant-09   | 発見! 火星でも水は循環する                                            | 南極地域観測隊が南極大陸のやまと山脈で発見した世界最大級の「火星の石」が展示されている。                       | [ 14 ] |

### ファームエリア
ファームエリア（Farm Area）では藻類や自然に焦点を当てた展示が楽しめる。藻類に扮したハローキティや生ごみ由来のCO₂ボンベが展示されている。
| 展示エリア | エリア名                                 | 展示内容                                         | 備考   |
| ---------- | ---------------------------------------- | ------------------------------------------------ | ------ |
| Farm-01    | いのちといのちのあいだを見つめる砂時計   | 展示エリアの入口。                               | [ 14 ] |
| Farm-02    | リレーはめぐる姿を変えて                 | 水、熱、電気、CO₂、養分をイメージしたBE@RBRICK。 | [ 14 ] |
| Farm-03    | CO₂でなに作ろう?                         | 生ごみ由来のCO₂ボンベ。                          | [ 14 ] |
| Farm-04    | ここは水族館住んでいるのは、誰?          | 体長が1 mmにも満たない藻類の展示。               | [ 14 ] |
| Farm-05    | 個性いろいろ藻類のフシギ                 | 32種類の藻類に姿を変えたハローキティ             | [ 14 ] |
| Farm-06    | 比べてナットク、藻類の秘めるポテンシャル | 藻類の生産効率や環境への影響についての展示。     | [ 14 ] |
| Farm-07    | いのちみなぎる藻のカーテン               | フォトバイオリアクターで構成されているカーテン。 | [ 14 ] |
| Farm-08    | おみやげに「循環」をどうぞ               | お土産ショップ。                                 | [ 14 ] |

### ファクトリーエリア
ファクトリーエリア（Factory Area）では案内役のドラえもんが日本の建築技術、宇宙開発、「日本のものづくり」を紹介する。展示には日本の漫画をイメージした特徴的な吹き出しやドラえもんの絵で装飾されている。主に以下の展示が行われた。
| 展示エリア | 展示エリア | エリア名                               | エリア名                                     | 展示内容 | 備考   |
| ---------- | ---------- | -------------------------------------- | -------------------------------------------- | --- | ------ |
| Factory-01 | Factory-01 | いのちといのちのあいだを見つめる砂時計 | いのちといのちのあいだを見つめる砂時計       | 展示エリアの入口。 | [ 14 ] |
| Factory-02 | Factory-02 | かたちになってかたちを変えてこんにちは | かたちになってかたちを変えてこんにちは       | 未来の製造工場をイメージした展示。ファームエリアで育てられた藻類を原料の一部とした植物由来のプラスチックの製造工程を見る。                                                        | [ 14 ] |
| Factory-03 | A          | やわらかなギャラリー                   | やわらかく作ることで、「長持ちする」         | 高い持続性を持つ日本の伝統的な桶や竹かごの技術についての展示。 | [ 14 ] |
| Factory-03 | B          | やわらかなギャラリー                   | やわらかく作ることで、「リレーする」         | 着物などの再利用についての展示。 | [ 14 ] |
| Factory-03 | C          | やわらかなギャラリー                   | やわらかく作ることで、「受け流す」           | 東京スカイツリーの心柱制振や和釘などの柔軟性を利用して衝撃を逃がす技術を展示。 | [ 14 ] |
| Factory-03 | D          | やわらかなギャラリー                   | やわらかく作ることで、「吸収する」           | 小型月着陸実証機「SLIM」や上津屋橋などの衝撃を吸収する技術を展示。 | [ 14 ] |
| Factory-03 | E          | やわらかなギャラリー                   | やわらかく作ることで、「兼ねる」             | トランスフォーマーの変形ロボット玩具や風呂敷など複数の役割を持つものを展示。 | [ 14 ] |
| Factory-03 | F          | やわらかなギャラリー                   | やわらかく作ることで、「耐えぬく」           | 「はやぶさ」が採取した小惑星イトカワ微粒子（砂）と「はやぶさ2」が小惑星リュウグウで採取した微粒子（砂）、そしてそれぞれの大気圏再突入カプセルの耐熱などの技術と焼杉に関する展示。 | [ 14 ] |
| Factory-03 | G          | やわらかなギャラリー                   | やわらかく作ることで、「受け継ぐ」           | 式年遷宮についての展示。 | [ 14 ] |
| Factory-03 | H          | やわらかなギャラリー                   | やわらかく作ることで、日本館も「次へ生かす」 | 日本館の解体後の再利用についての展示。 | [ 14 ] |
| Factory-04 | Factory-04 | 二度と見られないはかなすぎる芸術       | 二度と見られないはかなすぎる芸術             | 円盤状の珪藻土の上に落ちる水滴によって構成されるアートの展示。 | [ 14 ] |
| Factory-05 | Factory-05 | 日本館の体験を、日常に持ち帰ろう       | 日本館の体験を、日常に持ち帰ろう             | お土産ショップ。 | [ 14 ] |

## ユニフォーム
日本館アテンダントのユニフォームは「日本の美意識を纏う」をコンセプトにファッションデザイナーの中田優也がデザインしている。

## Webマガジン
日本館を紹介する公式Webマガジンとして「月刊日本館」を発行している。